# Beautiful Disaster
Beautiful Disaster is een Amerikaanse romantische komedie uit 2023, geregisseerd en geschreven door Roger Kumble. De film werd op 12 april 2023 uitgebracht op Vertical Entertainment. De hoofdrollen worden vertolkt door Dylan Sprouse en Virginia Gardner. Op 24 januari 2024 werd een vervolgfilm getiteld Beautiful Wedding uitgebracht.

## Verhaal
Eerstejaarsstudente Abby ontmoet kwajongen Travis die alles heeft wat ze wil vermijden. Hij brengt zijn nachten door met vechten in bokswedstrijden en zijn dagen als ultieme charmeur van de universiteitscampus. Abby wil niets met Travis te maken hebben. Travis wordt geïntrigeerd door Abby's weerstand en biedt haar een weddenschap aan: als hij zijn volgende gevecht verliest, moet hij een maand vrij van seks blijven. Maar wint hij, dan moet Abby voor dezelfde tijd in zijn appartement wonen.

## Rolverdeling
| Acteur               | Personage        |
| -------------------- | ---------------- |
| Dylan Sprouse        | Travis Maddox    |
| Virginia Gardner     | Abby Abernathy   |
| Libe Barer           | America          |
| Austin North         | Shepley          |
| Neil Bishop          | Parker Hayes     |
| Brian Austin Green   | Mick Abermathy   |
| Rob Estes            | Benny            |
| Samuel Larsen        | Jesse            |
| Michael Cudlitz      | Jim Maddox       |
| Declan Michael Laird | Taylor Maddox    |
| Micky Dartford       | Tyler Maddox     |
| Jack Hesketh         | Trenton Maddox   |
| Trevor Van Uden      | Thomas Maddox    |
| Akshay Kumar         | Adam             |
| Autumn Reeser        | Professor Felder |

## Productie
In 2012 keek Warner Bros Pictures naar de mogelijkheden om een Beautiful Disaster-film uit te brengen, maar het project vond geen doorgang. In 2021 begon Voltage Pictures alsnog met de productie van de film, met Roger Kumble als regisseur en Dylan Sprouse, Virginia Gardner en Rob Estes voegden zich bij de cast.

## Première
Beautiful Disaster werd uitgebracht op 12 en 13 april 2023 in de Verenigde Staten voor enkel twee avonden als onderdeel van de Fathom Events. De film werd op 3 mei 2023 op digitale uitgebracht door Vertical Entertainment en was vanaf 11 augustus 2023 op Hulu te zien.